# Donnergasse
Die Donnergasse befindet sich im 1. Wiener Gemeindebezirk Innere Stadt. Sie wurde 1862 nach dem Bildhauer Georg Raphael Donner benannt, dessen berühmter Brunnen in unmittelbarer Nähe am Neuen Markt liegt.

## Geschichte
Die kleine Gasse existierte bereits im 15. Jahrhundert. Sie ist 1420 und 1437 als Gasse, als man in die Kernerstraße geht belegt. Später wurde sie nach dem bis 1675 nachweisbaren Keller des Bürgerspitals benannt, der im Bereich der heutigen Parzellen Donnergasse 2, Neuer Markt 3 und Kärntner Straße 12 lag. So finden wir 1770 die Bezeichnung Spitlgässel und 1821 sowie 1848 den Namen Spitalgasse. 1862 wurde sie dann amtlich als Donnergasse definiert.

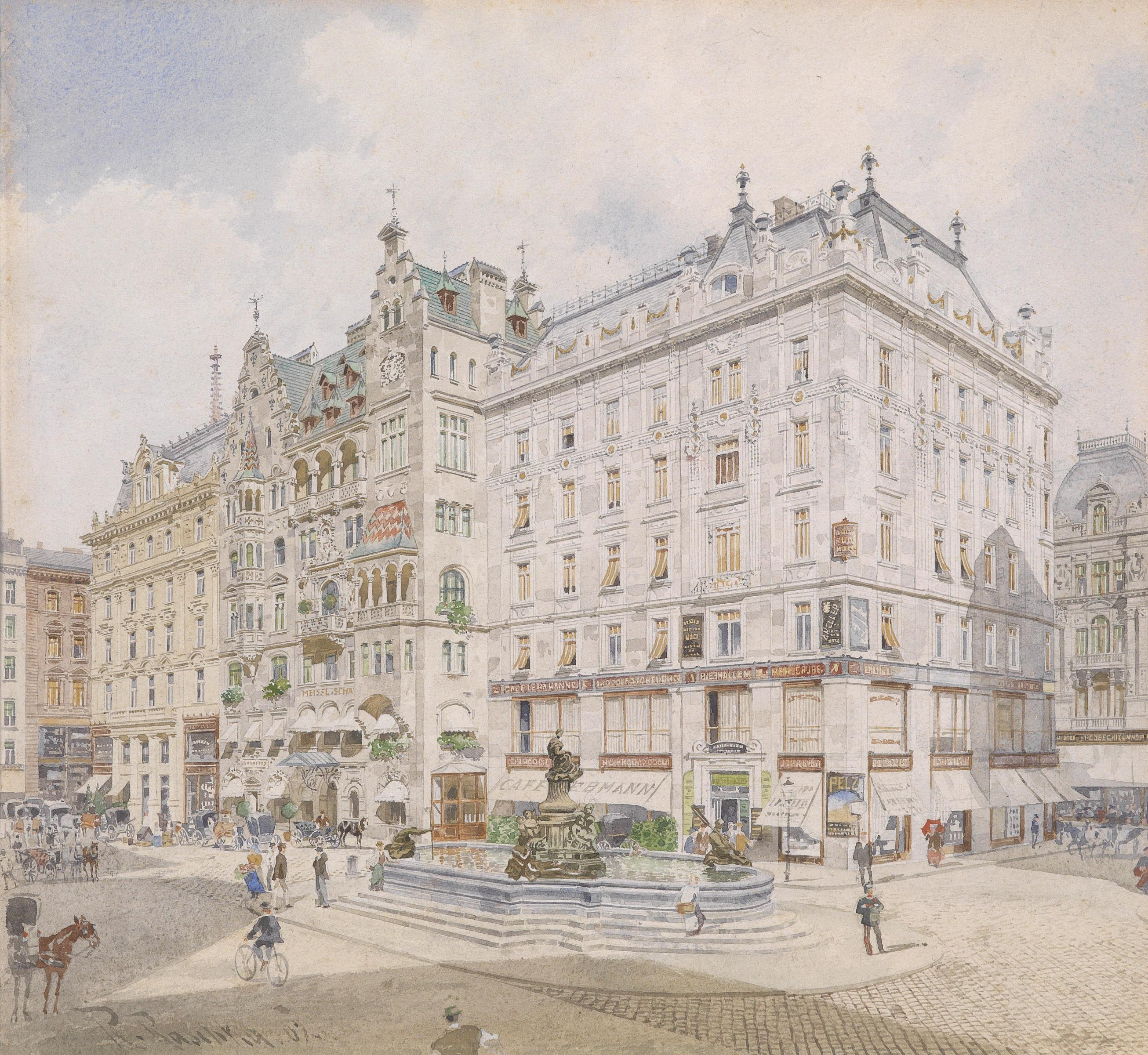
Donnergasse 2 und Hotel Meissl & Schadn am Neuen Markt um 1907

## Lage und Charakteristik
Die sehr kurze Donnergasse bildet die Verbindung zwischen der Kärntner Straße und dem Neuen Markt. Sie ist eine Fußgängerzone und mit jener der Kärntner Straße verbunden. Es herrscht ein hohes Fußgängeraufkommen, da die Fußgängerzone der Kärntner Straße zu den von Touristen am stärksten frequentierten Orten der Wiener Innenstadt zählt. Dementsprechend ist die Donnergasse lückenlos mit Geschäftslokalen gesäumt.
Die Verbauung der Donnergasse besteht aus einem historistischen Gebäude und einem Hotel aus der Nachkriegszeit.

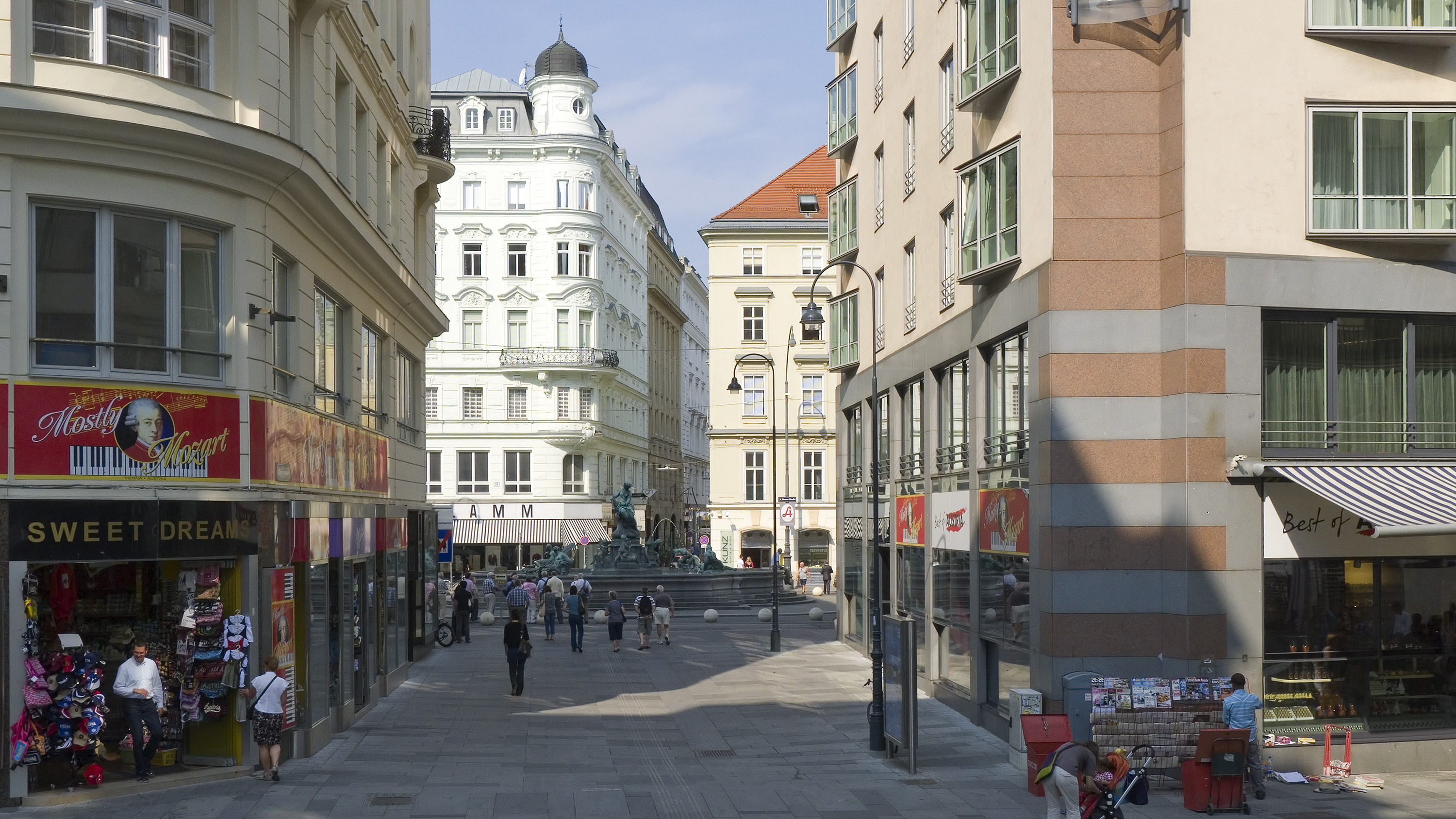
Donnergasse von der Kärntner Straße nach Westen; im Hintergrund der Donnerbrunnen

## Gebäude

### Nr. 1: Eckhaus
Das schmale, dreiseitig freistehende Haus zwischen Kärntner Straße, Donnergasse und Neuer Markt wurde 1899 von Alois Maria Wurm-Arnkreuz im neobarocken Stil errichtet. Es liegt an der Hauptadresse Kärntner Straße 20.

### Nr. 2: Hotel Europa
An dieser Stelle befand sich ein von Karl König errichteter Anbau zum Hotel Meissl & Schadn, der 1945 abbrannte. Das heutige Gebäude des Hotels Europa wurde 1957–1958 von Erich Boltenstern erbaut. Seine Fassade wurde 1999 erneuert. Das Haus liegt an der Hauptadresse Kärntner Straße 18. 